# Candace Slater
Candace Slater (Mineola, 28 de agosto de 1948) é uma pesquisadora americana, estudiosa da cultura e literatura brasileiras.
Começou a estudar a poesia de cordel na década de 1970. Mais tarde, em 1988, interessou-se pela Amazônia e pela lenda do Boto.
Foi diretora do programa Luso-Brasileiro do Departamento de Espanhol e Português da Universidade da Califórnia. Durante a gestão de Gilberto Gil no Ministério da Cultura, atuou como conselheira do programa Pontos de Cultura. Recebeu em 2002 a Ordem do Mérito Cultural. Foi também condecorada com a Ordem do Rio Branco

## Obras publicadas
- In Search of the Rain Forest. Duke University Press, 2004
- Entangled Edens: Visions of the Amazon. University of California Press, 2002
- Dance of the Dolphin: Transformation and Disenchantment in the Amazonian Imagination. University of Chicago Press, 1994
  - A Festa do boto: transformação e desencanto na imaginação amazônica. Funarte, 2001
- City Steeple, City Streets. Saints' Tales from Granada and a Changing Spain. University of California Press, 1990
- Trail of Miracles: Stories from a Pilgrimage in Northeast Brazil. University of California Press, 1986
- Stories on a String: The Brazilian "Literatura de Cordel". University of California Press, 1982.
  - A Vida no Barbante, trad. Octávio Alves Velho. Civilização Brasileira, 1984